# The Life and Times of Tim
The Life and Times of Tim (Tim em Nova Iorque em português) é uma série animada de humor adulto da HBO criada por Steve Dildarian que conta a história sobre a vida de um cara chamado "Tim" que é digno de pena e que tem amigos e uma namorada que não o respeitam como ele gostaria de ser respeitado. O desenho estreou nos Estados Unidos no final do ano de 2008.

## História
Tim é um rapaz de 20 anos de idade que vive em Nova York com a sua namorada "Amy", lá ele tem seus amigos e seu chefe de trabalho (ele trabalha em um escritório). Tim sempre tenta fazer as coisas de um jeito "certo", mas no final acaba tudo dando errado.

## Produção
A produção do desenho foi quase inteiramente feita pelo seu criador (Steve Dildarian), sendo ele o criador, produtor executivo, escritor, cartunista e dublador de vários personagens. O Desenho vem de 2008-2010, foi oficialmente cancelado pela HBO em abril de 2010 com apenas 2 temporadas.

## No Brasil
No Brasil o desenho foi exibido entre os anos de 2009 a 2010 no canal HBO Plus.

## Dublagem
- Enrico Espada: Tim
- Bruna Laynes: Amy
- Sérgio Stern: Rodney
- Ronaldo Júlio: Stu
- Reginaldo Primo: O chefe (Percey Davis)
- Flávia Saddy: Debbie, a vagabunda